# Urs Oberlin
Urs Oberlin (* 30. März 1919 in Bern; † 25. Juni 2008 in Greifensee) war ein Schweizer Schriftsteller.

## Leben
Oberlin studierte Jura und Zahnmedizin an der Universität Fribourg und der Universität Bern; an der Heinrich-Heine-Universität Düsseldorf wurde er 1957 mit einer Arbeit über die Zunge des Menschen promoviert.
1952 erhielt Oberlin den Literaturpreis des Kantons Bern, 1969 wurde er mit dem Literaturpreis des Kantons Zürich ausgezeichnet. Zudem übersetzte er aus dem Italienischen und Gedichte von Andri Peer aus dem Rätoromanischen.

## Werke
- Tagmond über Sizilien. Reisebericht. Origo, Zürich 1950.
- Eos. Origo, Zürich 1951.
- Feuererde. Origo, Zürich 1952.
- Gedichte. Claassen, Hamburg 1961.
- Zuwürfe. Lyrik. Neske, Pfullingen 1964.
- Kalibaba oder Die Elternlosen. Roman. Claassen, Hamburg 1969.
- Alle sind niemand. Claassen, Stuttgart 1972.